# Bickerton Island
Bickerton Island är en ö i Australien. Den ligger i territoriet Northern Territory, omkring 600 kilometer öster om territoriets huvudstad Darwin. Arean är 231 kvadratkilometer. Den sträcker sig 21,9 kilometer i nord-sydlig riktning, och 21,2 kilometer i öst-västlig riktning.
I omgivningarna runt Bickerton Island växer huvudsakligen savannskog. Savannklimat råder i trakten. Genomsnittlig årsnederbörd är 1 330 millimeter. Den regnigaste månaden är mars, med i genomsnitt 303 mm nederbörd, och den torraste är augusti, med 13 mm nederbörd.